# Прая-Гранди (Санта-Катарина)
Прая-Гранди (порт. Praia Grande)  —  муниципалитет в Бразилии, входит в штат Санта-Катарина. Составная часть мезорегиона Юг штата Санта-Катарина. Входит в экономико-статистический  микрорегион Арарангуа. Население составляет 7069 человек на 2006 год. Занимает площадь 278,576 км². Плотность населения — 25,4 чел./км².

## История
Город основан 19 июля 1958 года.

## Статистика
- Валовой внутренний продукт на 2003 составляет 41.792.275,00 реалов (данные: Бразильский институт географии и статистики).
- Валовой внутренний продукт на душу населения на 2003 составляет 5.829,58 реалов (данные: Бразильский институт географии и статистики).
- Индекс развития человеческого потенциала на 2000 составляет 0,763 (данные: Программа развития ООН).